# Gilberto di Telese
Gilberto di Telese (fl. XI secolo) è stato un vescovo cattolico italiano.

## Biografia
Il vescovo Gilberto di Telese è citato in un documento del 1075 che elenca i partecipanti al Concilio provinciale tenutosi sotto il pontificato di papa Gregorio VII nel Duomo di Benevento.
Fra i partecipanti all'assemblea sono elencati: «Goffredo Vescovo Teresano, Bernardo di S. Agata, Alberto di Bojano, Pietro della Guardia, Ruggiero di Civita, Gilberto di Telese, Mainardo di Ariano, Roberto di Fiorentino, Niccolò di Termoli, Azzo di Lucera, Guglielmo di Larino».
Il diploma fuoriuscito dal Concilio fu sottoscritto dai vescovi che vi parteciparono e Gilberto di Telese si firmò con la seguente sottoscrizione «Signum crucis factum per manus supradicti Gilberti Telesini Episcopi».